# Карноусті
Карно́усті (англ. Carnoustie, шотл. Carnoustie) — місто на північному сході Шотландії, в області Ангус.
Населення міста становить 10 630 осіб (2006).

## Уродженці
- Єн Макдермід (*1944) — шотландський театральний актор і режисер
- Крейг Форсайт (* 1989) — шотландський футболіст.